# 卡普羅尼 Ca.3
卡普羅尼Ca.3是由義大利飛機製造商卡普羅尼生產、用於第一次世界大戰的轟炸機。
另被稱呼為「卡普羅尼Ca.33」（Caproni Ca.33）或「卡普羅尼450 hp」（Caproni 450 hp）。

## 概要
Ca.3架構是基於之前卡普羅尼公司製造的卡普羅尼Ca.2飛機所改良出來，在當時主要用於突擊奧匈帝國一帶的戰場。
機身上Ca.3是裝設了3具飛行引擎的雙翼機。操控方面則需由兩名飛行員擔任，並可在機身前後各安排一名攻擊槍手。
除了原生產國義大利外，包括英國、法國、美國空軍後續皆曾使用過Ca.3轟炸機。而在一戰結束十多年後墨索里尼突擊北非及衣索比亞時，Ca.3都仍使用在戰場上。

## 衍生機型

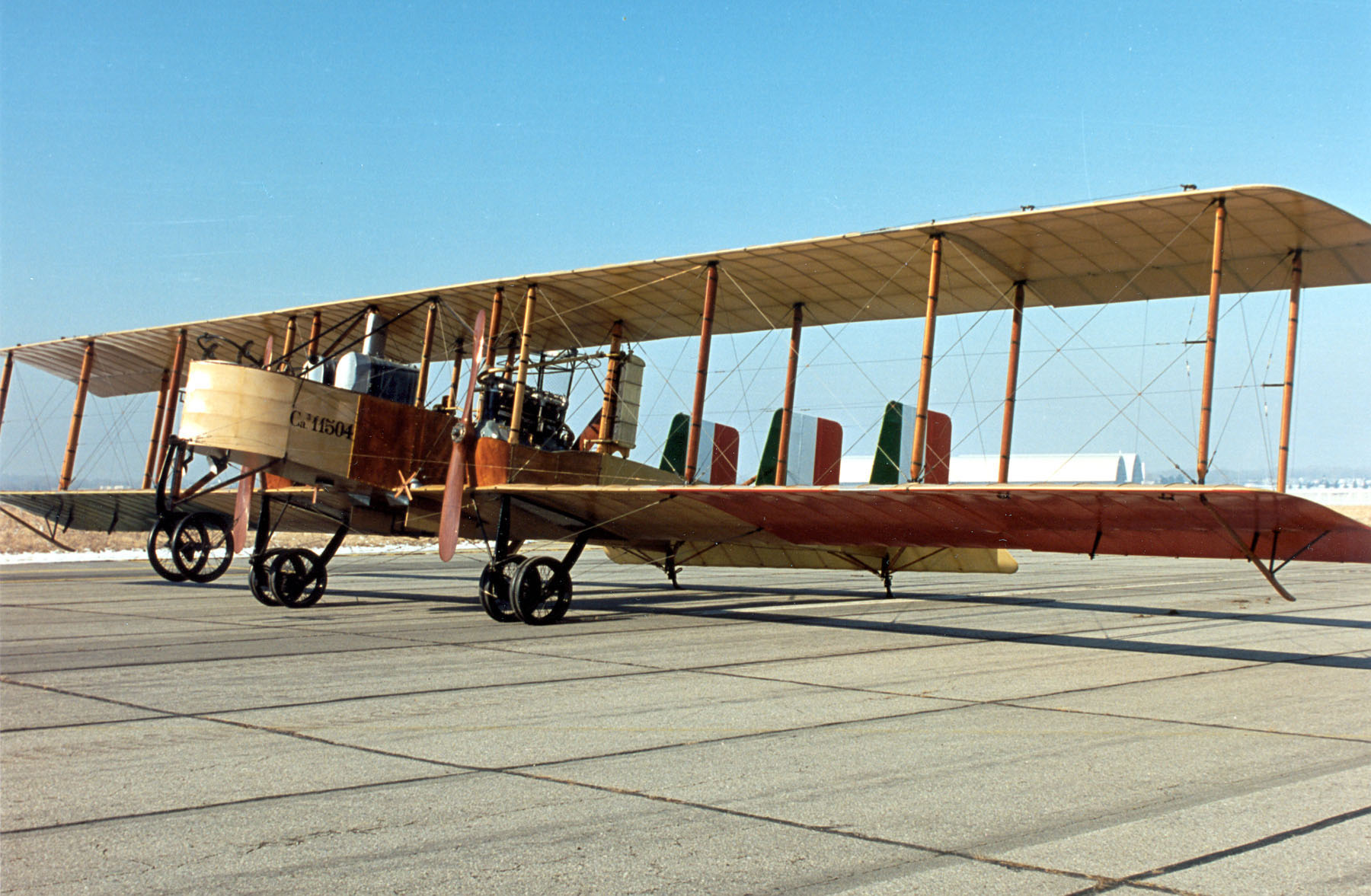
在美國空軍博物館展示的卡普羅尼Ca.36型飛機

- 卡普羅尼Ca.34（Caproni Ca.34）：修改Ca.3座艙規格及提高在飛行中動力，是沒計畫於正式大量生產的機種。
- 卡普羅尼Ca.35（Caproni Ca.35）：同Ca.34
- 卡普羅尼Ca.36（Caproni Ca.36）：在機翼上加裝可拆卸面板，另有設計出Ca.36M、Ca.36 mod及Ca.36S等其它型號。
- 卡普羅尼Ca.37（Caproni Ca.37）：可雙人搭乘的對地攻擊用戰鬥機。
- 卡普羅尼Ca.39（Caproni Ca.39）：改設計成水上用飛行艇。
- 卡普羅尼Ca.56a（Caproni Ca.56a）：非軍用的民航飛機。

## 規格[1]

### 架構
- 全長：11.05（36.3英尺）
- 飛行翼寬度：22.74（74.6英尺）
- 機高：3.7（12英尺）
- 乘載重量：3,800（8,400磅）

### 效能
- 最快速度：每小時137（85英里）
- 航距：599（372英里）

### 武裝
- 7.7mm口徑Fiat-Revelli機關槍2具
- 800（1,800磅）炸彈3顆